# Moca oxystoma
Moca oxystoma är en fjärilsart som beskrevs av Bradley 1962. Moca oxystoma ingår i släktet Moca och familjen Immidae. Inga underarter finns listade i Catalogue of Life.